# Mecca and the Soul Brother
Mecca and the Soul Brother – pierwszy długogrający album amerykańskiego duetu hip-hopowego Pete Rock & CL Smooth. Ukazał się 9 czerwca 1992 nakładem wytwórni Elektra Records.

## Lista utworów
1. "Return of the Mecca" (5:42)
2. "For Pete's Sake" (5:48)
3. "Ghettos of the Mind" (5:01)
4. "Lots of Lovin" (5:07)
5. "Act Like You Know" (4:01)
6. "Straighten It Out" (4:12)
7. "Soul Brother #1" (4:30)
8. "Wig Out" (4:10)
9. "Anger in the Nation" (5:31)
10. "They Reminisce Over You (T.R.O.Y.)" (4:44)
11. "On and On" (5:10)
12. "It's Like That" (3:55)
13. "Can’t Front on Me" (4:18)
14. "The Basement" (5:22)
15. "If It Ain’t Rough, It Ain’t Right" (5:04)
16. "Skinz" (4:14)